# Klaryski kapucynki
Klaryski kapucynki (Moniales Clarisae Cappucinae lub Ordo Sanctae Clarae Capuccinarum) – zakon kontemplacyjny, habitowy, żeńska gałąź kapucynów obejmująca mniszki, należące do wielkiej rodziny świętych Franciszka i Klary z Asyżu. 
Zakon Kapucynek św. Klary założyła Hiszpanka Maria Lorenza Longo w Neapolu we Włoszech. 10 grudnia 1538 papież Paweł III uznał wspólnotę Marii Longo za II Zakon św. Franciszka (I Zakon św. Klary) i polecił go (na prośbę założycielki) opiece duchowej kapucynów sprowadzonych w 1529 do Neapolu, od których to powstała nazwa kapucynki. 
Kapucynki przyjęły jako sposób swego życia Regułę św. Klary zatwierdzoną przez papieża Innocentego IV w 1253, konstytucje zreformowanych klarysek, do których dodano pewne elementy z konstytucji kapucynów. Obecnie siostry kapucynki zachowują konstytucje zatwierdzone 19 lipca 1986 przez Stolicę Apostolską, które określają ich nazwę jako klaryski kapucynki. W 1999 na świecie było 156 klasztorów kapucynek i 2420 sióstr.
9 października 2021 w Neapolu kardynał Marcello Semeraro w imieniu papieża Franciszka dokonał beatyfikacji założycieli zgromadzenia s. Marii Laurencji Longo.

## Siostry kapucynki w Polsce
W Polsce zakon kapucynek wywodzi się z klauzurowej gałęzi zgromadzenia Sióstr św. Feliksa z Cantalice (felicjanki). Po ujawnieniu się w tym zgromadzeniu dążenia do życia kontemplacyjnego, 4 października 1860 w domu głównym w Warszawie na ul. Daniłowiczowskiej założono klauzurę, w skład której weszło 12 sióstr. Dla grupy klauzurowej o. Honorat Koźmiński, kapucyn, dostosował Ustawy oparte na konstytucjach kapucynek włoskich. 
Rozdział definitywny spowodowała kasata felicjanek (17 grudnia 1864), w wyniku której 18 sióstr klauzurowych przeniesiono do klasztoru bernardynek w Łowiczu, bez prawa przyjmowania kandydatek. Przeżyły tam bardzo trudny okres. Odwiedzał je o. Honorat i umacniał duchowo. 
Starania o nowy klasztor dla sióstr klauzurowych podjęła u władz carskich felicjanka s. M. Bronisława Łempicka, pragnąca życia kontemplacyjnego. 

W wyniku jej starań felicjanki klauzurowe otrzymały klasztor w Przasnyszu, zajmowany wcześniej przez bernardynki. Tu przeniosły się 26 lipca 1871. Utrzymywały nadal kontakt z o. Honoratem, który był przewodnikiem w ich życiu zakonnym. 
23 marca 1873 siostry otrzymały od Stolicy Apostolskiej „Dekret pochwalny”. Siostry próbowały zgłaszające się kandydatki przyjmować „nielegalnie” (przy czym miały na to pozwolenie od Papieża Piusa IX), co jednak wykrywała policja carska czyniąc w klasztorze rewizje i usuwając przybyłe. Kapucynki w Przasnyszu w liczbie 7 sióstr doczekały się dekretu tolerancyjnego w 1905 i otworzyły nowicjat, do którego w 1906 wstąpiły 4 kandydatki. Wkrótce jednak rząd zabronił przyjmować nowe osoby i dopiero w 1916 erygowano w klasztorze nowicjat ponownie. Siostry wobec rządu do 1927 używały nazwy felicjanki, natomiast wobec władz Kościoła kapucynki św. Feliksa. 
3 kwietnia 1924, dzięki wstawiennictwu arcybiskupa Antoniego Juliana Nowowiejskiego (biskupa płockiego) przasnyskie kapucynki otrzymały od Stolicy Apostolskiej dekret pozwalający na składanie ślubów uroczystych i zachowywanie klauzury papieskiej. 
Dekret Stolicy Apostolskiej z 19 grudnia 1927 wspólnotę w Przasnyszu do zakonu kapucynek św. Klary. W 1941 cała wspólnota liczbie 36 sióstr została aresztowana i uwięziona w obozie koncentracyjnym Soldau w Działdowie. Po zwolnieniu z obozu i tułaczce wojennej, w lutym 1945 siostry wróciły do Przasnysza. Klasztor w Przasnyszu dał początek pięciu nowym fundacjom – Ostrów Wielkopolski, Szczytno, Brwinów, Kraków i Wykrot (Gadomskie) na Kurpiach.
Polska błogosławiona w grupie 108 Męczenników II wojny światowej – s. Maria Teresa od Dzieciątka Jezus, Mieczysława Kowalska (1902-1941).

## Duchowość
Zakon pozostaje pod bezpośrednią opieką duchową kapucynów. Podstawą duchowości są słowa św. Klary, która w swej regule napisała: zachowywać świętą Ewangelię Pana naszego Jezusa Chrystusa, żyjąc w posłuszeństwie, bez własności i w czystości.
Siostry zachowują papieską klauzurę, będącą znakiem ich całkowitego oddania się Bogu. Wszelkie przejawy ich życia są podporządkowane wewnętrznej kontemplacji tajemnic bożych. Wielką pomocą w kontemplacji jest samotność i cisza. Centrum życia kontemplacyjnego sióstr jest liturgia, przede wszystkim udział w Eucharystii i Liturgii Godzin. Zakon utrzymuje tradycję odmawiania Godziny czytań w porze nocnej. Ważne miejsce zajmuje kontemplacja i modlitwa osobista. Wzorem życia dla sióstr jest Najświętsza Maria Panna. Zgodnie z duchem franciszkańskim zakonnice czczą specjalnym nabożeństwem tajemnice życia Chrystusa, szczególną czcią otaczają również św. Józefa, św. Franciszka, św. Klarę i św. Weronikę. Odprawiają nowenny przed niektórymi świętami, praktykują nabożeństwo Drogi Krzyżowej, Gorzkich żali, adorację Najświętszego Sakramentu, codzienny różaniec, nabożeństwa majowe i czerwcowe. Raz w miesiącu odprawiają dni skupienia, a raz w roku rekolekcje.